# Senátní obvod č. 16 – Beroun
Senátní obvod č. 16 – Beroun je podle zákona č. 247/1995 Sb. tvořen částí okresu Beroun, ohraničenou na západě obcemi Hudlice, Svatá, Hředle, Točník, Žebrák, Tlustice, Hořovice a Podluhy, a částí okresu Praha-západ, ohraničenou na severu obcemi Číčovice a Tuchoměřice, na jihu obcemi Řevnice, Dobřichovice, Černolice, Jíloviště, Klínec, Měchenice, Březová-Oleško a Okrouhlo, a na východě obcemi Zvole, Ohrobec, Dolní Břežany, Zlatníky-Hodkovice a Vestec.
Současným senátorem je od roku 2004 Jiří Oberfalzer, člen ODS. V Senátu je členem Senátorského klubu ODS a TOP 09.

## Senátoři
| Volby | Volby    | Senátor  | Senátor         | Volební strana | Navrhující strana | Politická příslušnost | Odkaz  |
| ----- | -------- | -------- | --------------- | -------------- | ----------------- | --------------------- | ------ |
|       | 1996     |          | Jiří Rückl      | ODA            | ODA               | BEZPP                 | profil |
| 1998  | 4KOALICE | 4KOALICE | Jiří Rückl      | ODA            |                   |                       |        |
|       | 2004     |          | Jiří Oberfalzer | ODS            | ODS               | ODS                   | profil |
| 2010  |          |          | Jiří Oberfalzer | ODS            | ODS               | ODS                   |        |
| 2016  |          |          | Jiří Oberfalzer | ODS            | ODS               | ODS                   |        |
| 2022  | profil   |          | Jiří Oberfalzer | ODS            | ODS               | ODS                   |        |

## Volby

### Rok 1996
| Kandidát | Kandidát                     | Volební strana | Navrhující strana | Politická příslušnost | Počet hlasů (1. kolo) | %     | Počet hlasů (2. kolo) | %     |
| -------- | ---------------------------- | -------------- | ----------------- | --------------------- | --------------------- | ----- | --------------------- | ----- |
|          | Ing. Jiří Rückl              | ODA            | ODA               | BEZPP                 | 7 258                 | 19,02 | 14 006                | 50,16 |
|          | Ing. Zbyněk Šorm             | ODS            | ODS               | ODS                   | 14 580                | 38,20 | 13 918                | 49,84 |
|          | Mgr. Petr Kučera             | ČSSD           | ČSSD              | ČSSD                  | 6 971                 | 18,26 | —                     | —     |
|          | Ing. Stanislav Fischer, CSc. | KSČM           | KSČM              | KSČM                  | 5 229                 | 13,70 | —                     | —     |
|          | Pavel Schovánek              | ČSNS           | ČSNS              | ČSNS                  | 1 719                 | 4,50  | —                     | —     |
|          | JUDr. Jaroslav Ortman, CSc.  | SDS            | SDS               | SDS                   | 1 656                 | 4,34  | —                     | —     |
|          | Jan Broj                     | RSZML          | RSZML             | RSZML                 | 464                   | 1,22  | —                     | —     |
|          | Ing. Jiří Vítkovský          | PB             | PB                | PB                    | 289                   | 0,76  | —                     | —     |

### Rok 1998
| Kandidát | Kandidát                  | Volební strana | Navrhující strana | Politická příslušnost | Počet hlasů (1. kolo) | %     | Počet hlasů (2. kolo) | %     |
| -------- | ------------------------- | -------------- | ----------------- | --------------------- | --------------------- | ----- | --------------------- | ----- |
|          | Ing. Jiří Rückl           | 4KOALICE       | 4KOALICE          | ODA                   | 16 722                | 37,35 | 15 104                | 62,20 |
|          | prof. Milan Knížák, Dr.A. | ODS            | ODS               | BEZPP                 | 13 650                | 30,49 | 9 178                 | 37,80 |
|          | MUDr. Karel Kobes         | ČSSD           | ČSSD              | ČSSD                  | 8 378                 | 18,72 | —                     | —     |
|          | Václav Frank              | KSČM           | KSČM              | KSČM                  | 6 016                 | 13,44 | —                     | —     |

### Rok 2004
| Kandidát | Kandidát             | Volební strana | Navrhující strana | Politická příslušnost | Počet hlasů (1. kolo) | %     | Počet hlasů (2. kolo) | %     |
| -------- | -------------------- | -------------- | ----------------- | --------------------- | --------------------- | ----- | --------------------- | ----- |
|          | Jiří Oberfalzer      | ODS            | ODS               | ODS                   | 11 748                | 36,97 | 11 723                | 60,47 |
|          | MUDr. Tomáš Jedlička | KDU-ČSL        | KDU-ČSL           | BEZPP                 | 5 296                 | 16,66 | 7 661                 | 39,52 |
|          | JUDr. Rudolf Peltan  | KSČM           | KSČM              | KSČM                  | 4 652                 | 14,64 | —                     | —     |
|          | MUDr. Jiří Besser    | "LIRA"         | "LIRA"            | BEZPP                 | 3 979                 | 12,52 | —                     | —     |
|          | Mgr. Lenka Šmídová   | ČSSD           | ČSSD              | ČSSD                  | 3 584                 | 11,27 | —                     | —     |
|          | Mgr. Martin Bezouška | NEZ            | NEZ               | BEZPP                 | 1 627                 | 5,12  | —                     | —     |
|          | MUDr. Otakar Maňas   | SZR            | SZR               | BEZPP                 | 615                   | 1,93  | —                     | —     |
|          | Dušan Kučera         | NS             | NS                | NS                    | 274                   | 0,86  | —                     | —     |

### Rok 2010
Ve volbách do Senátu PČR v roce 2010 se za obvod Beroun o senátorské křeslo ucházelo šest kandidátů. Byli jimi výjezdová zdravotní sestra Tom Jack Illés z SPOZ, starostka obce Chýně Věra Kovářová (nestranička kandidující za koalici TOP 09 a STAN), ředitel finančního úřadu Pavel Kysela z ČSSD, senátor Jiří Oberfalzer z ODS, předseda Okresního výboru KSČM Rudolf Peltan a předseda Česko-vietnamské společnosti Marcel Winter (nestraník za stranu Suverenita). Senátora Oberfalzera podpořila i Akce D.O.S.T.
| Kandidát | Kandidát                | Volební strana | Navrhující strana | Politická příslušnost | Počet hlasů (1. kolo) | %     | Počet hlasů (2. kolo) | %     |
| -------- | ----------------------- | -------------- | ----------------- | --------------------- | --------------------- | ----- | --------------------- | ----- |
|          | Jiří Oberfalzer         | ODS            | ODS               | ODS                   | 17 303                | 33,43 | 10 734                | 51,87 |
|          | Ing. Věra Kovářová, MIM | TOP 09, STAN   | TOP 09            | BEZPP                 | 16 165                | 31,23 | 9 957                 | 48,12 |
|          | JUDr. Pavel Kysela      | ČSSD           | ČSSD              | ČSSD                  | 10 892                | 21,04 | —                     | —     |
|          | JUDr. Rudolf Peltan     | KSČM           | KSČM              | KSČM                  | 4 954                 | 9,57  | —                     | —     |
|          | Marcel Winter           | Suverenita     | Suverenita        | BEZPP                 | 1 240                 | 2,39  | —                     | —     |
|          | Tom Jack Illés, DiS.    | SPOZ           | SPOZ              | SPOZ                  | 1195                  | 2,30  | —                     | —     |

### Rok 2016
| Kandidát | Kandidát                         | Volební strana  | Navrhující strana | Politická příslušnost | Počet hlasů (1. kolo) | %     | Počet hlasů (2. kolo) | %     |
| -------- | -------------------------------- | --------------- | ----------------- | --------------------- | --------------------- | ----- | --------------------- | ----- |
|          | Jiří Oberfalzer                  | ODS             | ODS               | ODS                   | 9 013                 | 23,69 | 11 079                | 63,14 |
|          | Ing. Bohumil Stibal, MBA         | ANO             | ANO               | ANO                   | 6 385                 | 16,78 | 6 465                 | 36,85 |
|          | JUDr. Jan Holásek, LL.M.         | KDU-ČSL, SZ, NK | NK                | BEZPP                 | 6 152                 | 16,17 | —                     | —     |
|          | prof. MUDr. Tomáš Trč, CSc., MBA | TOP 09, STAN    | TOP 09            | BEZPP                 | 5 503                 | 14,46 | —                     | —     |
|          | Dr. Ing. Jiří Peřina             | ČSSD            | ČSSD              | ČSSD                  | 4 613                 | 12,12 | —                     | —     |
|          | Bc. Miroslav Matyáš              | KSČM            | KSČM              | KSČM                  | 2 936                 | 7,71  | —                     | —     |
|          | PhDr. Petr Hampl, Ph.D.          | APAČI 2017      | APAČI 2017        | APAČI 2017            | 2 705                 | 7,11  | —                     | —     |
|          | Ing. Jiří Hroník                 | HOZK            | HOZK              | BEZPP                 | 730                   | 1,91  | —                     | —     |

### Rok 2022
Ve volbách v roce 2022 obhajoval svůj mandát za koalici SPOLU (ODS, KDU-ČSL, TOP 09) senátor a místopředseda Senátu Jiří Oberfalzer. Mezi jeho tři vyzyvatele patřili soukromý podnikatel a nestraník za hnutí NEZ Michal Auředník, právník - metodik a člen Pirátů Martin Karim a místostarosta Karlštejna Janis Sidovský, který kandidoval jako nestraník za SEN 21 a LES.
První kolo vyhrál s 37,89 % hlasů Jiří Oberfalzer, do druhého kola s ním postoupil Janis Sidovský, který obdržel 29,92 % hlasů. V druhém kole zvítězil Jiří Oberfalzer, když obdržel 55,08 % hlasů. Volební účast v prvním kole, které se konalo spolu s komunálními volbami, činila 43,40 %, volební účast v druhém kole pak 17,07 %.
| Kandidát | Kandidát           | Volební strana       | Navrhující strana | Politická příslušnost | Počet hlasů (1. kolo) | %     | Počet hlasů (2. kolo) | %     |
| -------- | ------------------ | -------------------- | ----------------- | --------------------- | --------------------- | ----- | --------------------- | ----- |
|          | Jiří Oberfalzer    | KDU-ČSL, ODS, TOP 09 | ODS               | ODS                   | 18 823                | 37,89 | 11 297                | 55,08 |
|          | Janis Sidovský     | LES, SEN 21          | SEN 21            | BEZPP                 | 14 861                | 29,92 | 9 211                 | 44,91 |
|          | Michal Auředník    | NEZ                  | NEZ               | BEZPP                 | 10 495                | 21,13 | —                     | —     |
|          | JUDr. Martin Karim | Piráti               | Piráti            | Piráti                | 5 487                 | 11,04 | —                     | —     |

## Volební účast
|  | nejvyšší volební účast |  | nejnižší volební účast |

| Rok  | % (1. kolo) | % (2. kolo) |
| ---- | ----------- | ----------- |
| 1996 | 39,08       | 28,66       |
| 1998 | 52,25       | 24,22       |
| 2004 | 31,24       | 17,31       |
| 2010 | 50,11       | 18,36       |
| 2016 | 35,40       | 15,65       |
| 2022 | 43,40       | 17,07       |